# Federazione scacchistica della Francia
La Fédération Française des Échecs (FFE) (in italiano: 
Federazione francese degli scacchi) è un ente sportivo che organizza l'attività scacchistica in Francia.
Fondata a Parigi il 19 marzo 1921, è stata una delle federazioni fondatrici della FIDE (Federazione Internazionale degli Scacchi) nel 1924. Ha sede a Saint-Quentin-en-Yvelines, nei pressi di Parigi. 
Coordina l'attività di circa 900 circoli scacchistici francesi e vi sono iscritti (nel 2013) circa 63.000 giocatori.
Organizza vari tornei nazionali e internazionali, tra cui il Campionato francese di scacchi e il Campionato francese di scacchi a squadre. 

## Presidenti della FFE
- Henri Delaire  (1921-1922)
- Fernand Gavarry  (1922-1929)
- Léon Tauber  (1929-1932)
- Pierre Biscay  (1932-1955)
- Marcel Berman  (1955-1958)
- Jean Stevenot  (1958-1960)
- Paul Garret  (1960-1962)
- Pierre Augeix  (1962-1970)
- Fernand Supper – Raoul Bertolo  (1970-1976)
- Jacques Lambert  (1976-1987)
- Raoul Bertolo  (1987-1989)
- Jean-Claude Loubatière  (1989-2004)
- Georges Beck  (2004) ad interim
- Jean Bertrand  (2004-2005) ad interim
- Jean-Claude Moingt  (2005-2011)
- Henri Carvallo  (2011-2013)
- Diego Salazar  (2013-2021)
- Yves Marek (2021) ad interim
- Éloi Relange  (dal 2021)[2]